# Enografia
Enografia é a ciência humana que estuda as propriedades dos vinhos de uma determinada região, definida geograficamente, e que se caracterizam pela relação com o solo, o clima, as castas, as práticas vitícolas e enológicas utilizadas nessa região, a legislação à que estão submetidos, bem como suas relações com o homem, sejam elas econômicas, religiosas, gastronômicas, culturais, etc.

## Diferença entre enologia e enografia
A Enologia é uma Ciência Agrária, está relacionada as Ciências Exatas e da Terra, enquanto a Enografia é uma Ciência Humana.

## Utilidade da enografia
A enografia é essencial à formação de Sommeliers (Escanções), visto ser a ciência que descreve o vinho das diversas regiões vinícolas do mundo. Podendo mesmo ser considerado o núcleo da formação desses profissionais, que também devem estudar a análise sensorial, princípios de viticultura, princípios de enologia, hospitalidade e compra, guarda e serviço do vinho. É importante também na formação de gastrônomos e restauranteurs. Esta implicada também na formação de enólogos, principalmente no que respeita a enografia das regiões onde a escola que oferece o curso de enologia está inserida, como acontece atualmente. Além disso, a Enografia é a base de grande parte dos livros e guias de vinhos existentes.

## Base metodológica da enografia
A metodologia de estudo aplicada a Enografia baseia-se na análise de documentos históricos, legislação, arquivos de produtores e cadastros das entidades reguladores e de pesquisa da região em estudo, além da análise organoléptica dos vinhos e verificação in loco das características relativas aos vinhedos e as vinícolas através de visitas e entrevistas dirigidas aos respectivos responsáveis técnicos. Além de estudos socioeconômicos, gastronômicos e culturais.